# وینانینونی نورد
وینانینونی نورد (به لاتین: Vinaninony Nord) یک منطقهٔ مسکونی در ماداگاسکار است که در ناحیه فاراتسیهو واقع شده‌است. وینانینونی نورد ۸٬۰۰۰ نفر جمعیت دارد و ۱٬۹۳۴ متر بالاتر از سطح دریا واقع شده‌است.